# Babic
Babic (także: babic sârbesc) – tradycyjna, rumuńska suszona, surowa kiełbasa w cienkiej osłonce wołowej.
Produkt wywodzi się z regionu Buzău, choć możliwe jest jego serbskie pochodzenie (stąd alternatywna nazwa). Zgodnie z lokalną tradycją przygotowywany jest z mieszanki mielonej wołowiny i wieprzowiny w równych proporcjach (czasem także z baraniny lub dziczyzny i boczku), z dodatkiem soli oraz słodkiej i ostrej papryki. Na przestrzeni dziejów przepisy uległy zróżnicowaniu w zależności od producenta. Obecnie kiełbasa może zawierać również pieprz, tymianek, czy czosnek. Dzięki gotowaniu na parze uzyskuje się szybką fermentację mlekową wewnątrz produktu, której efektem jest poprawa spójności koloru i smaku babica.
Kiełbasa jest najczęściej spożywana jako przystawka i popijana rumuńską śliwowicą, czerwonym winem lub zimnym piwem. Może być dodawana, jako składnik do potraw (np. zup warzywnych, omletów, pilawu, czy gulaszu).